# Johan Willem van Oorschot

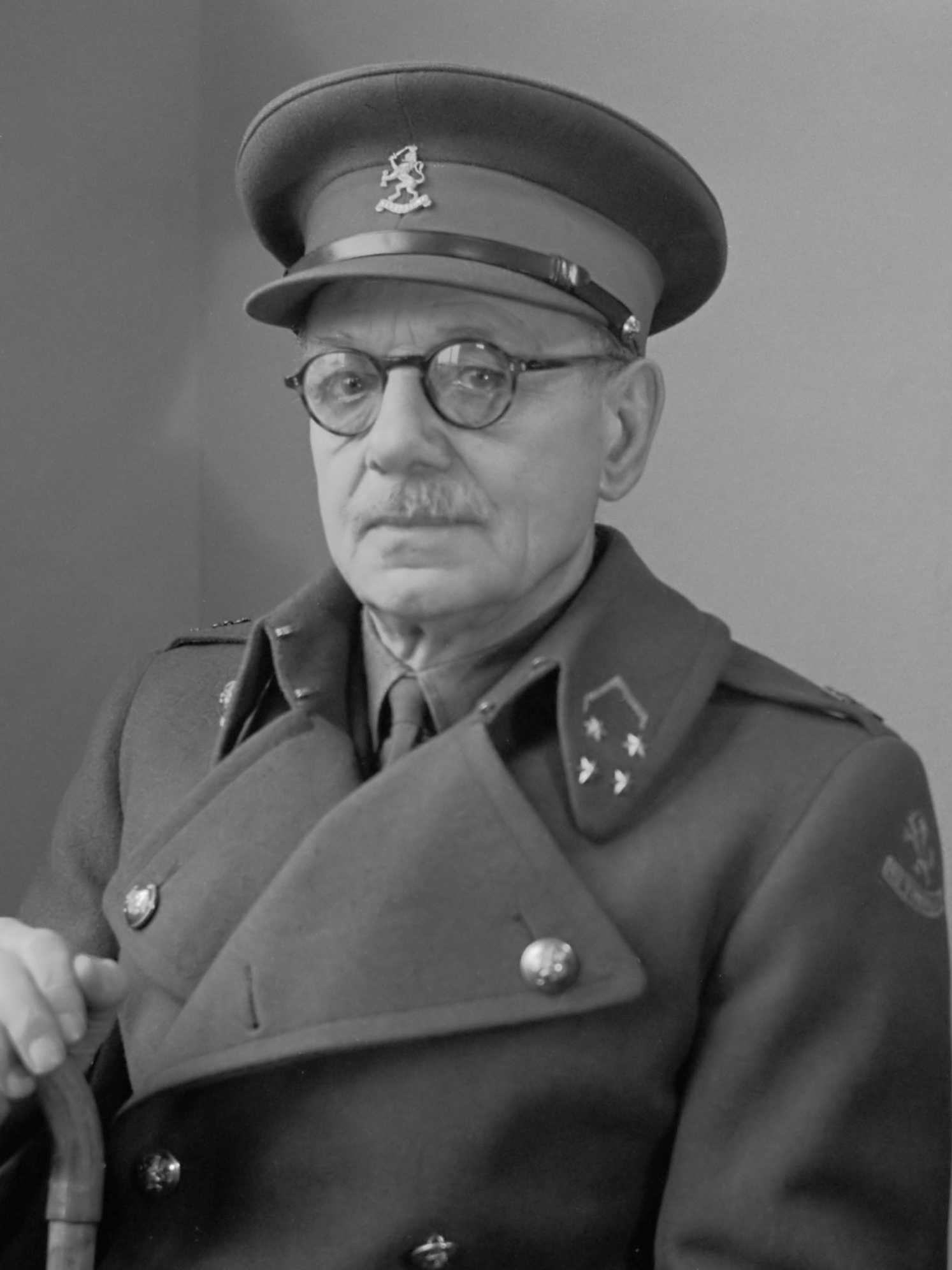
Johan Willem van Oorschot (1942)

Generaal-majoor Johan Willem van Oorschot (Den Helder, 29 januari 1875 - Nijmegen, 15 december 1952) was een Nederlands militair.
Van Oorschot diende bij de infanterie. Op 1 oktober 1919 ging hij over naar het Ministerie van Defensie waar hij van 1930 tot november 1939 referendaris was.
Vlak voor het uitbreken van de oorlog werd Van Oorschot hoofd van de Nederlandse geheime dienst (GS III), die in 1913 was opgericht en deel uitmaakte van de Generale Staf. Er werd in die tijd veel samengewerkt met de Britse geheime dienst MI6. Na het Venlo-incident (1939) moest Van Oorschot ontslag nemen. Hij bleek op de hoogte te zijn geweest van de contacten tussen de Duitsers en twee Britse geheim agenten Payne-Best en Stevens. Hij werd opgevolgd door luitenant-generaal H.A.C. Fabius. Toen de oorlog uitbrak, trad hij opnieuw in dienst.

## Tweede Wereldoorlog
Op instructie van generaal Winkelman moesten Van Oorschot en luitenant-kolonel J.G.W. Zegers (1891-1952) direct na de Duitse inval naar Londen vertrekken met watervliegtuigen van de Marine Luchtvaartdienst die op het Braassemermeer gestationeerd waren. Doordat de Duitsers op vliegveld Valkenburg waren geland, konden Van Oorschot en Zegers niet meer naar het meer. Daarom werd besloten dat ze vanaf Scheveningen zouden vertrekken. Drie watervliegtuigen vlogen dus van het meer naar Scheveningen. Het eerste vliegtuig kon vertrekken met het echtpaar Van Kleffens en minister Ch.J.I.M. Welter aan boord. Maar de tank van het tweede vliegtuig werd onderweg lekgeschoten en het derde vliegtuig werd door een Duitse jager in brand geschoten. De twee militairen konden niet vertrekken.
Uiteindelijk vertrokken ze op een Britse jager vanuit Hoek van Holland en kwamen ze op 12 mei in Dover aan. Van Oorschot en Zegers moesten een militaire missie opzetten. Na een dag was dat al niet meer nodig omdat Nederland gecapituleerd had en veel regeringsleden ook naar Engeland gekomen waren. 

Hun kantoor kwam in het gebouw van C&A in Oxford Street, maar hun taken veranderden. Van Oorschot onderhandelde met de Britten over het ter beschikking stellen van ruimte aan boord van de schepen, die troepen in Frankrijk en België ophaalden. Door gebrek aan steun van minister Dijxhoorn slaagde dit maar ten dele. Verder was hij verantwoordelijk voor de Nederlandse contacten met de Britse land- en luchtstrijdkrachten.

In Oxfordstreet was kolonel Zegers zijn tweede man, hoewel Van Oorschot wist dat Zegers in 1933 lid van de NSB was geweest. Van Oorschot vond dat niet belangrijk, maar geconfronteerd met dat verleden deed Zegers enkele naïeve uitspraken die door de Britten als NSB-sympathieën werden geïnterpreteerd. François van 't Sant ontsloeg Zegers op 28 mei, waarna hij in Liverpool werd geïnterneerd.
Op 13 maart 1944 benoemde de regering de inmiddels gepensioneerde generaal-majoor Van Oorschot tot hoofd van het Bureau Bijzondere Opdrachten (BBO). Op 11 mei 1944 gaf hij op verzoek van Louis d'Aulnis opdracht Huize Kleykamp te bombarderen, waar de Duitsers het Centrale Bevolkingsregister met duplicaten hadden gevestigd.

## Onderscheidingen
In oktober 1937 werd Van Oorschot de Franse onderscheiding Commandeurskruis van het Legioen van Eer verleend. Koning George VI verleende hem in maart 1938 de onderscheiding van Commander (honorary) of the Civil Division of the Order of the British Empire. In 1938 werd hem Het kruis van verdienste met de ster der orde van den Duitschen Adelaar geschonken door de Duitse Rijkskanselier.